# Equus africanus somaliensis
L'asino selvatico della Somalia (Equus africanus somaliensis) è una sottospecie dell'asino selvatico africano. Vive nella Regione del Mar Rosso Meridionale, in Eritrea, nella Regione di Afar, in Etiopia, e in Somalia. Le zampe di questo animale sono marcate da strisce orizzontali nere che ricordano quelle della zebra.

## Esemplari in cattività
Negli zoo di tutto il mondo vivono circa 150 esemplari di asino selvatico della Somalia. Uno tra i più importanti centri di allevamento di questa rara sottospecie è lo Zoo di Basilea, in Svizzera. A partire dal 1970 in questa struttura ne sono nati ben 35 esemplari e a tutt'oggi (settembre 2009) vi sono ospitati uno stallone e tre femmine adulte con i piccoli.